# Ignaz von Kuffner

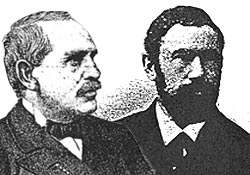
Ignaz von Kuffner mit Sohn Moriz, etwa 1878

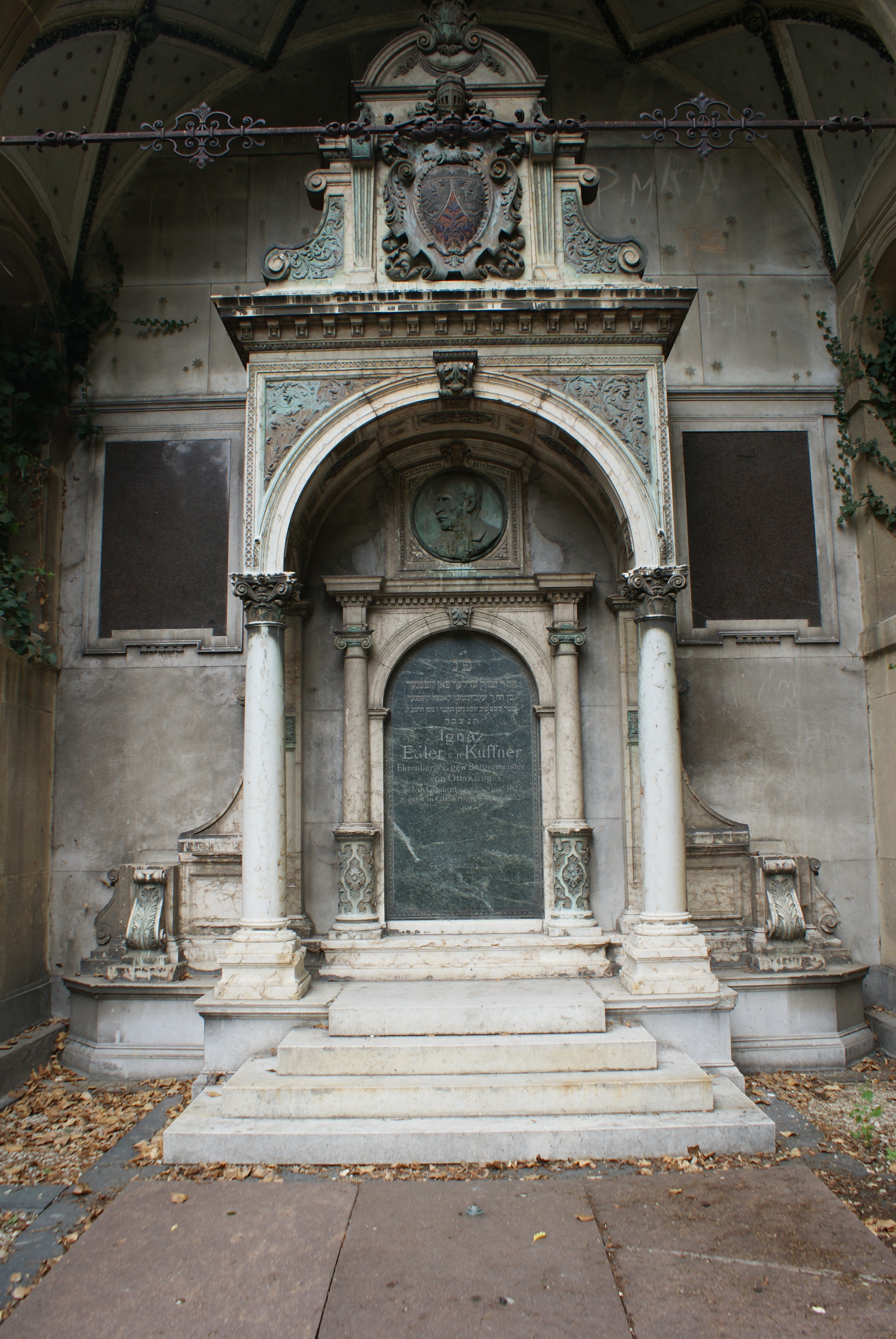
Grab von Ignaz von Kuffner auf dem Jüdischen Friedhof in Břeclav

Ignaz Kuffner, seit 1878 Edler von Kuffner (* 22. April 1822 in Lundenburg, Mähren; † 23. März 1882 in Ottakring bei Wien; auch Ignaz, Edler von Kuffner) aus der jüdisch-österreichischen Unternehmerfamilie Kuffner war ein Bräuhaus- und Fabriksbesitzer, Bürgermeister und Ehrenbürger von Ottakring, Gründer und Förderer von humanitären Einrichtungen.S. 25

## Leben
Ignaz Kuffner war in erster Ehe mit seiner Cousine Fanny Kuffner (* 4. März 1830 in Lundenburg; † 21. Juli 1851 in Wien) verheiratet, der Tochter des Simon und der Josefine Kuffner, und in zweiter Ehe mit Rosalie Spitzer (* ca. 1826 in Stampfen bei Preßburg, damals Ungarn; † 21. Dezember 1899 in Wien). 1854 kam ihr Sohn Moriz von Kuffner zur Welt, der die Kuffner-Unternehmungen zu noch größerer Blüte führen sollte. Seine letzte Ruhestätte fand Ignaz von Kuffner auf dem Jüdischen Friedhof in Břeclav.

## Unternehmer
Der 28-jährige Ignaz kam 1850 oder 1848 mit seinem Cousin Jakob aus dem an der österreichischen Grenze liegenden Städtchen Lundenburg (heute Břeclav in Tschechien) nach Wien. Ihre jüdischen Vorfahren in Lundenburg (unter anderem die Väter Karl und David Kuffner) waren wirtschaftlich sehr erfolgreich und gehörten zur anerkannten Oberschicht des Ortes. Ignaz und Jakob ließen sich in Ottakring, dem damals größten Arbeiterviertel der Wiener Vorstadt, nieder und erwarben 1850 die 13 Jahre zuvor von der Familie Plank gegründete kleine Brauerei Ottakring, die auch Spiritus und Presshefe erzeugte. Sie machten daraus in kürzester Zeit einen Vorzeigebetrieb, indem sie das technische Niveau erhöhten, den Produktionsausstoß vervielfachten und vorbildliche arbeits- und sozialrechtliche Bestimmungen einführten.S. 4

## Bürgermeister und Nothelfer

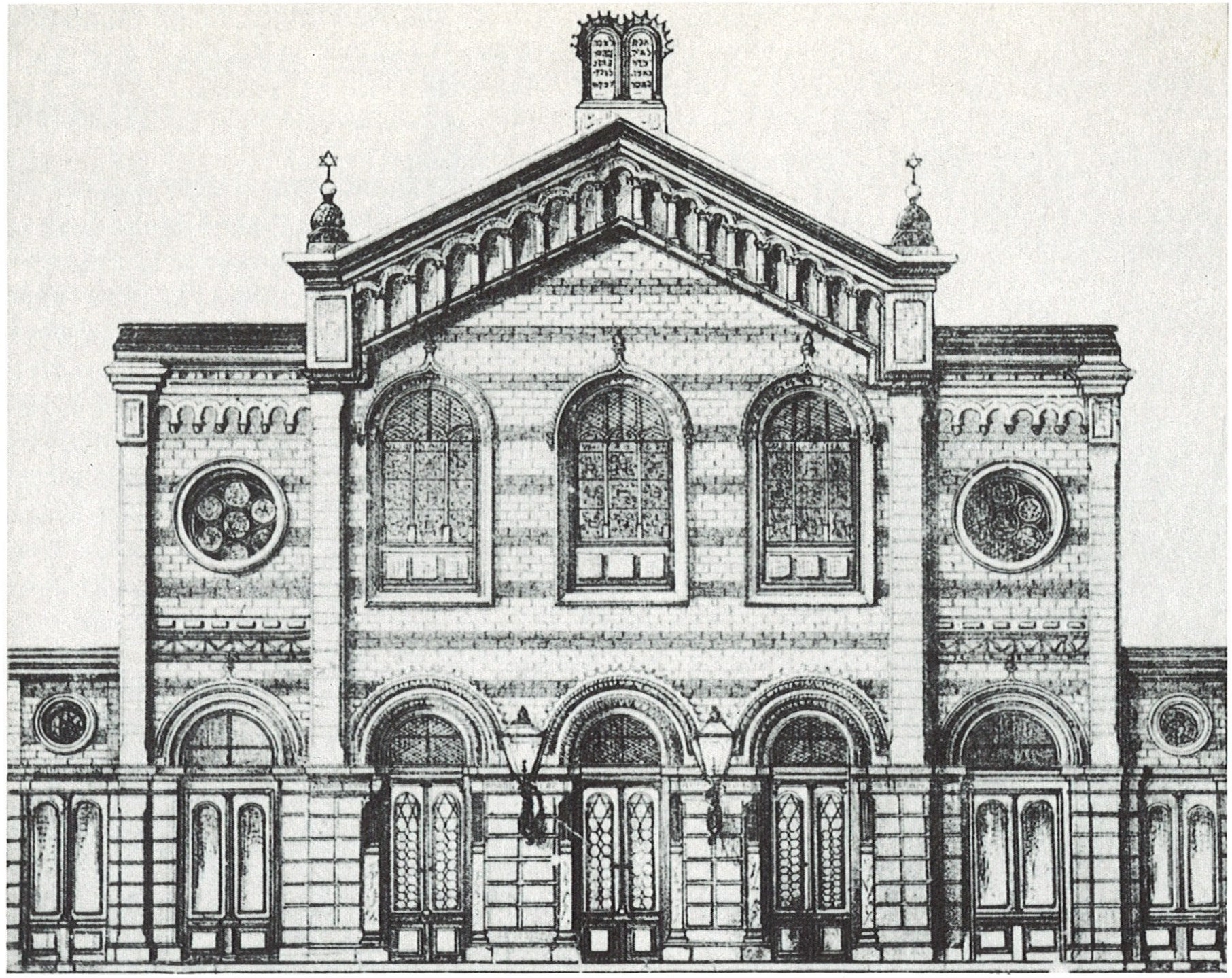
Die Synagoge in Ottakring, etwa 1885

Ignaz Kuffner engagierte sich politisch ab 1865 im Gemeindeausschuss und von 1869 bis 1882 als Bürgermeister von Ottakring. 1866 – im preußisch-österreichischen Krieg – ließ er auf eigene Kosten ein kleines Spital zur Versorgung von Schwerverwundeten errichten. Finanzielle Engpässe in der Gemeindekasse überbrückte Kuffner mit zinsfreien Krediten. Während seiner Zeit als Bürgermeister rief er die Kuffnersche Schulstiftung zur Verbesserung der allgemeinen schulischen Infrastruktur ins Leben.
Mit seinem Vermögen unterstützte er auch die jüdische Gemeinde und schenkte ihr ein Grundstück für den Bau der Synagoge von Ottakring, Neulerchenfeld und Hernals.
Die Armen seines Bezirks erhielten auf seine Kosten Brennholz, die Schülerbibliotheken mehr Bücher.

## Ehrungen
Die Leistungen Ignaz Kuffners fanden öffentliche Anerkennung durch die Bestellung als Bürgermeister von Ottakring (später Ehrenbürger) und die Auszeichnung mit dem Ritterkreuz des Franz-Joseph-Ordens durch Kaiser Franz Joseph. 1878 wurde Ignaz Kuffner schließlich als „Edler von Kuffner“ in den erblichen österreichischen Adelsstand erhoben.S. 4
Vor 1870 wurde im damaligen Wiener Vorort Ottakring (seit 1892: 16. Bezirk) die Kuffnergasse neben dem Brauereigelände nach ihm benannt. (Der Gassenname wurde später auch als Ehrung seines Sohnes Moriz von Kuffner betrachtet.) Nach Ignaz Kuffners Tochter war in Ottakring 1886–1944 und ist wieder seit 2002 die Katharinenruhe benannt.